# Ema Shah
Ema Shah (árabe: ايما شاه, nacida el 7 de junio de 1981) es una compositora, pianista, bailarina y directora kuwaití. 

De padre kuwaití y madre iraní. Sus primeras composiciones a partir del escenario y fue el primero en su trabajo teatral del Silencio para Harold Pinter.
Ema estableció su troupe teamin Antropología 27-11 - 2,006, unirse al equipo de varias nacionalidades, y empezó a espectáculos Espectáculos y las canciones con su compañía en diferentes idiomas, incluyendo árabe, inglés, francés, español y en hebreo.

## Discografía
1. . Espectáculos:

- . -(Espectáculo el silencio) escrito por Harold Pinter, 2005.
- . - (rinoceronte) por Eugene UNESCO, 2004.
- . - (el poeta y la anciana 2008) letrista de la Revolución Japoneses los samurai, Yukiomichimi.
- . - (Pre-Shakespeare).
- . - (Debate entre noche y día).
- . - (Payaso curiosas).
- . - ((Hou Hou, no, no).

1. . Álbumes:

1 - Jesús, el Hijo del Hombre escrito por Gibran Khalil Gibran.
2 - Album Emma 2009. 3 songs Emma 2010. 3 canciones Emma 2010.